# Michael Finnissy
Michael Finnissy (* 17. März 1946 in London) ist ein englischer Komponist, Pianist und Musikpädagoge.

## Leben und Wirken
Finnissy studierte am Royal College of Music Komposition bei Bernard Stevens und Humphrey Searle und Klavier bei Edwin Benbow und Ian Lake. Mit einem Octavia-Reisestipendium setzte er seine Ausbildung bei Roman Vlad in Italien fort. Während seines Studiums arbeitete er als Klavierbegleiter von Tanzklassen unter anderem mit Maria Zybina, John O’Brian, Kathleen Crofton und Matt Mattox zusammen. Dieser Tätigkeit ging er nach dem Studium weiter freiberuflich und an der London School of Contemporary Dance nach. Dort gründete er das Musikdepartment und arbeitete mit Choreographen wie Jane Dudley und Anna Sokolow, Richard Alston, Siobhan Davies, Jackie Lansley und Fergus Early zusammen.
Als Pianist debütierte er in der Galerie Schwarzes Kloster in Freiburg im Breisgau, wo er neben eigenen Kompositionen Werke von Howard Skempton und Oliver Knussen aufführte. Es folgten Auftritte – häufig mit seinem Freund Brian Ferneyhough – bei den Gaudeamus-Musikwochen (1969 und 1973), dem Festival international d’art contemporain de Royan (1974, 1975 und 1976) und den Donaueschinger Musiktagen. Komponisten wie Elisabeth Lutyens, Judith Weir, James Dillon, Oliver Knussen, Nigel Osborne, Chris Newman, Howard Skempton und Andrew Toovey schrieben Werke für ihn. Seit Ende der 1960er Jahre war er Mitglied, später künstlerischer Leiter des von James Clarke und Richard Emsley gegründeten Ensembles Suoraan, seit 1987 Mitglied von Andrew Tooveys Ensemble Ixion.
Als Musikpädagoge wirkte Finnissy an der Royal Academy of Music und am Royal College of Music, am Winchester College, am Chelsea College of Arts, der University of Essex und der University of Southampton und als Gastdozent bzw. Musician-in-residence u. a. an der Katholieke Universiteit Leuven (Belgien), am Victorian College of Arts und beim East London Late Starters Orchestra. Von 1990 bis 1998 war er Präsident, danach Ehrenmitglied der Internationalen Gesellschaft für Neue Musik.
In seinen Kompositionen gilt Finnissy – neben Richard Barrett, Ferneyhough, dessen Schüler Claus-Steffen Mahnkopf und anderen – zu den Vertretern des Komplexismus, einer Musik, die sich durch große Dichte und schnelle Abfolge musikalischer Ereignisse, komplizierte Rhythmik und ständige Verwandlung auszeichnet. Seine Werke wurden unter anderem bei den Festivals von Bath, Huddersfield und Almeida aufgeführt. Die Harvard University widmete ihm 1999 ein eigenes Festival; im gleichen Jahr fanden mehrere Uraufführungen beim Music Factory Festival in Bergen statt. Ian Pace führte 1996 sein gesamtes Klavierwerk auf, er spielte auch 2001 die Uraufführung des sechsstündigen Klavierwerks The History of Photography in Sound und legte dessen erste Gesamtaufnahme vor. Das Werkverzeichnis Finnissys umfasste 2010 bereits mehr als 300 Titel.